# O Diabo a Quatro
O Diabo a Quatro é um filme brasileiro de 2004 lançado nas salas brasileiras em 8 de julho de 2005, do gênero drama, dirigido por Alice de Andrade.

## Sinopse
Os destinos de 4 personagens se entrelaçam dentro do restrito perímetro de uns poucos quarteirões de Copacabana, caldeirão de fantasmas e falsas aparências, o avesso do Rio cartão-postal. Dois homens e um menino estão apaixonados pela mesma mulher. Quatro esdrúxulos mosqueteiros na terra do "cada um por si e Deus contra todos".

## Elenco
- Maria Flor.... Rita de Cássia/Mistery
- Jonathan Haagensen.... China
- Ney Latorraca.... senador Heitor Furtado
- Ana Beatriz Nogueira.... Andréa
- Roberta Rodrigues.... Natasha
- Evandro Mesquita.... Fúlvio Fontes
- Netinho Alves .... Waldick
- Zezeh Barbosa.... Creusa
- Chris Couto.... Cláudia
- Marcelo Faria.... Paulo Roberto
- Marília Gabriela.... Regina
- Leila Indiana .... Luca
- Márcio Libar .... Tim Mais
- Nicolas Newlands .... Cecil